# Отряд Атом
Отряд Атом (бел. Атрад Атам) — подразделение в составе добровольческого полка Калиновского, сформированное в феврале 2023 года в ходе российского вторжения на Украину.
Сформировано из лиц, прошедших специальную военную подготовку в оппозиционной организации белорусских силовиков BYPOL, названо в честь погибшего летом 2022 года в бою под Лисичанском бойца полка Калиновского Василия «Атома» Грудовика.

## История
5 апреля 2022 года организация бывших белорусских силовиков BYPOL объявила о создании в Польше курсов тренировок в целях развития «стрелкового спорта» среди представителей белорусской диаспоры. Среди лиц, прошедших специальную подготовку, был Василий Грудовик, который позднее присоединился к Полку Кастуся Калиновского и взял позывной "Атом". К сентябрю 2022 года организация объявила о создании на базе своих тренирочных курсов о создании "харугв", среди инструкторов которых был нынешний командир отряда "Атом" "Нил".
В феврале 2023 было объявлено о том, что первые бойцы из членов ByPol уже отправились в Украину под наименованием отряд «Атом», в честь погибшего Василия Грудовика. Со слов руководителя организации BYPOL Александра Азарова, планируется, что бойцы освоят навыки владения гранатомётами, миномётами и тяжёлым вооружением.
Заявленные цели отряда:
- помощь Украине в борьбе с российскими оккупантами;
- получение реального боевого опыта;
- укрепление взаимодействия с белорусскими патриотическими силами в Украине и мире для дальнейшего совместного уничтожения оккупационной власти Лукашенко.